# بيتر بانل
بيتر بانل (بالإنجليزية: Peter Bunnell)‏ هو أمين متحف أمريكي، ولد في 1937.